# 朱元璋反腐

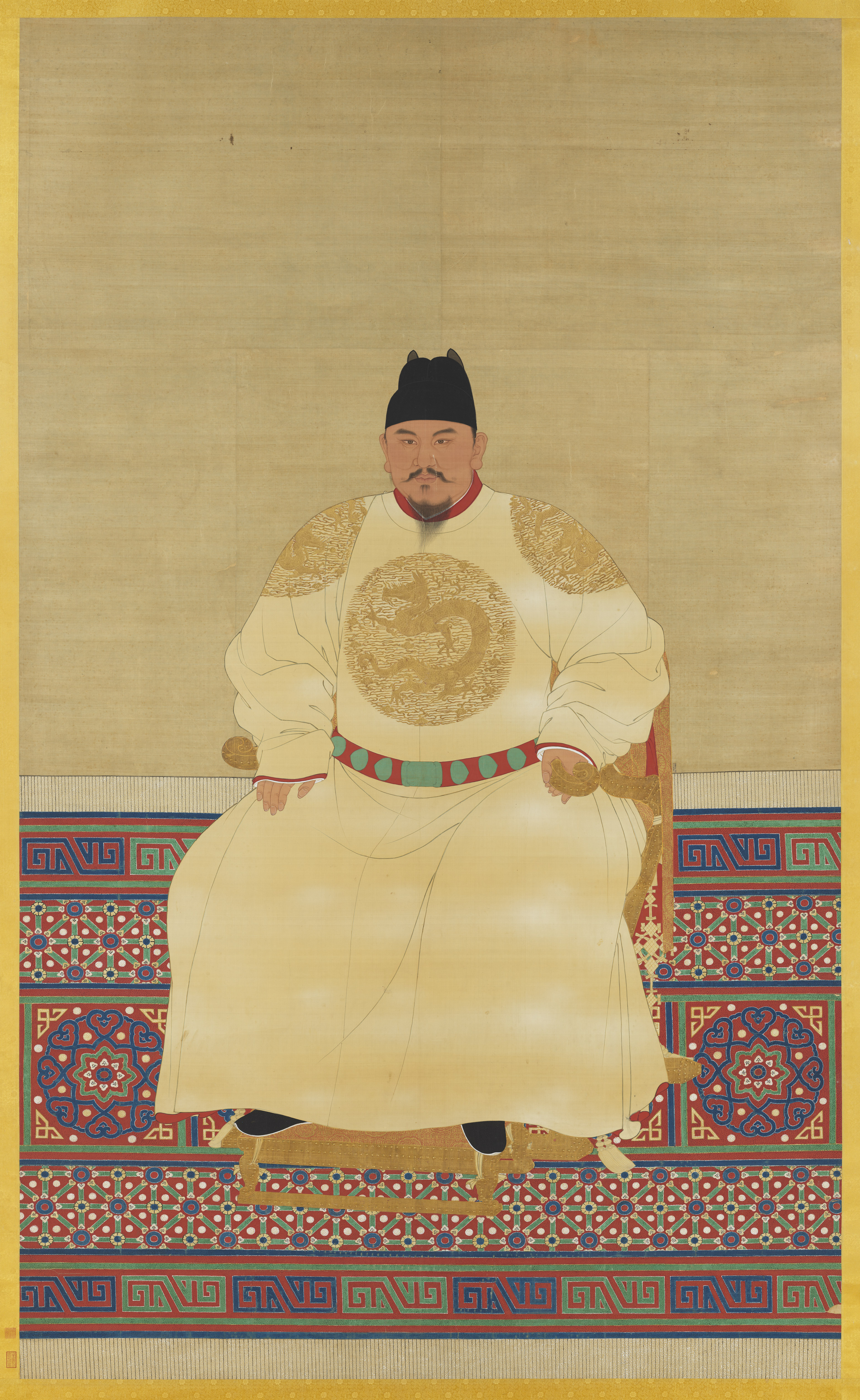
大力反腐的明太祖朱元璋

朱元璋反腐，又称朱元璋反贪，指的是大明开国皇帝朱元璋在位期间的反腐事件。朱元璋反腐是下了重典的，他反腐主要以铁腕惩贪，不避亲故，法不徇私著称，对贪官动则处以枭首和剝皮示众的酷刑。虽然有一定效果，但是并没能有效地遏制腐败。
明朝建立以后，朱元璋发动并全程领导了史上最大最严的反腐肃贪运动。他以猛治国称，大力打擊貪污。

## 手段

### 设立《大明律》和《大诰三编》
朱元璋订《大明律》，编《大诰》，对惩治腐败做出详细规定，并严厉实行之。朱元璋亲自参与主持的《大明律》中将《受赃》专门设为一篇，其中详尽规定了对于腐败的惩罚，为他以后的铁腕反腐奠定了基础。同时朱元璋下令将《大诰》等其他多种司法教材发到每个家庭中去，而且规定官府执法时凡是家里藏有《大诰》的，就可罪减一等，反之，要罪加一等。同时《大诰》还被列入全国各级学校的必修课程，连科举考试都从《大诰》中出题。一时间从学校到民间讲读《大诰》蔚然成风。

### 严惩腐败分子
朱元璋自幼出身貧寒，對政治貪污尤其憎惡，其對貪污腐敗官員處以極其嚴厲的處罰，凡赃至六十两以上者枭首示众，剥其皮，内充实草；并在府州县衙之左立庙以祀土地，为剥皮之场，名曰“皮场庙”。在朱元璋主政期間，大批不法貪官被處死，包括開國將領朱亮祖，女婿駙馬都尉歐陽倫，其中甚至因為郭桓案、空印案殺死數萬名官員。

### 设立监察机构
朱元璋为了加大反腐力度，设立了从朝廷到地方的监察机构，其组织之严，权力之大，都是前朝历代绝无仅有的。在中央朱元璋设立最高反腐机构都察院，将刑、检、法职能集于一身。不久又设置六科给事中，专事纠举弹劾六部中的贪官污吏。在地方上，除了有朝廷派遣的监察御史外，同时又在各省设按察司，掌监察之职；后来又设立“巡撫”制度，由朝廷派亲信重臣大臣到各地出巡，监察地方官吏。

### 广开言路鼓励民间反腐
朱元璋在铁腕反腐的同时，还鼓励民间反腐。朱元璋在午门外设立“登闻鼓”，号召受冤的百姓们击鼓鸣冤。为了防止此行为虚设，同时命令一名御史每天在那里负责，但凡是民间有冤情，地方官员又不受理的百姓们，当事人可以击登闻鼓，并由在那里负责的御史带着上奏；为了让下级官吏有参政机会，朱元璋打破常规，规定不论朝廷官员品级、隶属均可参加早朝上殿言事，有隐情还可单独召见；朱元璋不仅允许民告官，还鼓励百姓越级告状；他甚至鼓励普通百姓把贪官直接绑赴京城治罪，各级官员如果胆敢“截访”，就治以诛灭家族的重罪。于是，在朱元璋的反腐力度下，一群衣衫褴褛的百姓押解着贪官污吏行走在通往京城的道路上。

## 影响
由於朱元璋的吏治嚴厲，在明初相當長一段時間，官員腐敗的情況得到有效遏制。朱元璋开展雷厉风行的肃贪运动，历时之久、措施之严、手段之狠、刑罚之酷、杀人之多，为几千年封建历史所罕见。
尽管朱元璋反贪决心大、力度猛、出奇招，使腐败现象得到一定程度的遏制，也一度取得了“阶段性的成果”，但未达到彻底清除腐败的根本目的。